# Assafarge (aldeia)
Assafarge é uma aldeia portuguesa do Município e Distrito de Coimbra.
É sede de uma freguesia com cerca com 9,73 km², onde a população tem aumentado bastante nos últimos anos.
Para aceder à página da Wikipédia da freguesia de Assafarge, clique aqui.
Sendo a principal aldeia da freguesia, é em Assafarge que se pode encontrar a Junta de Freguesia, a Igreja Matriz, a Casa Paroquial, o Cemitério, o Salão Paroquial, o Centro Social Nossa Senhora da Conceição, bem como outras variadas instituições:
- Clube Desportivo de Assafarge (CDA);
- Centro Desportivo e Recreativo Popular de Assafarge (CDRPA);
- Grupo Etnográfico Cantares e Danças de Assafarge (GECDA);
- Extensão da Biblioteca Municipal de Coimbra;
- Escola do 1ºCiclo do Ensino Básico.

A Igreja Matriz é dedicada a Nossa Senhora da Conceição, orago da freguesia.
A festa da aldeia é realizada em honra de Nossa Senhora do Rosário. 

## Património
- Igreja Matriz de Assafarge (em honra a Nossa Senhora da Conceição);
- Cruzeiro de Assafarge (conhecido por Santo Cristo);
- Alminhas de Assafarge;
- Casa Paroquial;
- Cemitério.